# ピエール・ジャンサン

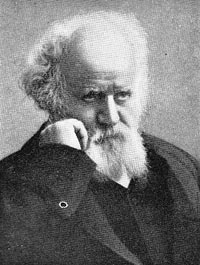
ピエール・ジュール・セザール・ジャンサン'

ピエール・ジュール・セザール・ジャンサン（Pierre Jules César Janssen, 1824年2月22日 - 1907年12月23日) は、フランスの天文学者。
1868年に太陽光の中にヘリウムのスペクトル線を発見した。これは、同じ年のイギリスのノーマン・ロッキャーによる発見とは独立に行われた。また、日食を待たずに太陽のプロミネンスを観測する方法を発見した。

## 経歴
ジャンサンはパリに生まれた。父は有名な音楽家であった。数学と物理学を学び、リセ・シャルルマーニュなどで教師を務めたが、天文観測隊の隊員として世界を飛びまわる生涯をおくった。1857年から数度、磁気偏角の研究のためにペルーにでかけた。1874年には金星の日面通過の観測のために日本を訪れ、12月9日に観測に成功した。（長崎市金比羅山（琴平山）に観測記念碑がある）。金星の日面通過は1882年のアルジェリアでも観測している。日食を追いかけてさまざまな土地に観測にでかけた。1867年にはイタリアのトラーニ、1868年にはインド南部のグントゥール、1870年にはアルジェ、1875年にはタイ、1883年にはカロリン諸島、1905年にはスペインのアルコセーブルを訪れている。1870年の観測では、普仏戦争でプロシア軍に包囲されたパリから気球にのって脱出し、観測に加わった。1893年69歳の時、大気の影響を軽減するためにモンブランの頂上付近で4日にわたって観測を行った。1875年からムードン天文台長になった。
ジャンサンは1868年8月18日に行ったインドでの日食観察で、新しい元素のスペクトルを発見した。同年10月20日にロッキャーがイギリスで行った太陽光スペクトルの観測で同じスペクトルを発見した。この元素は、後にロッキャーとエドワード・フランクランドによってヘリウムと名づけられた。1897年にはジュール・ジャンサン賞が創設された。

## 没後
火星に彼の名を冠したクレーターがある。